# Mark F. Ramsay

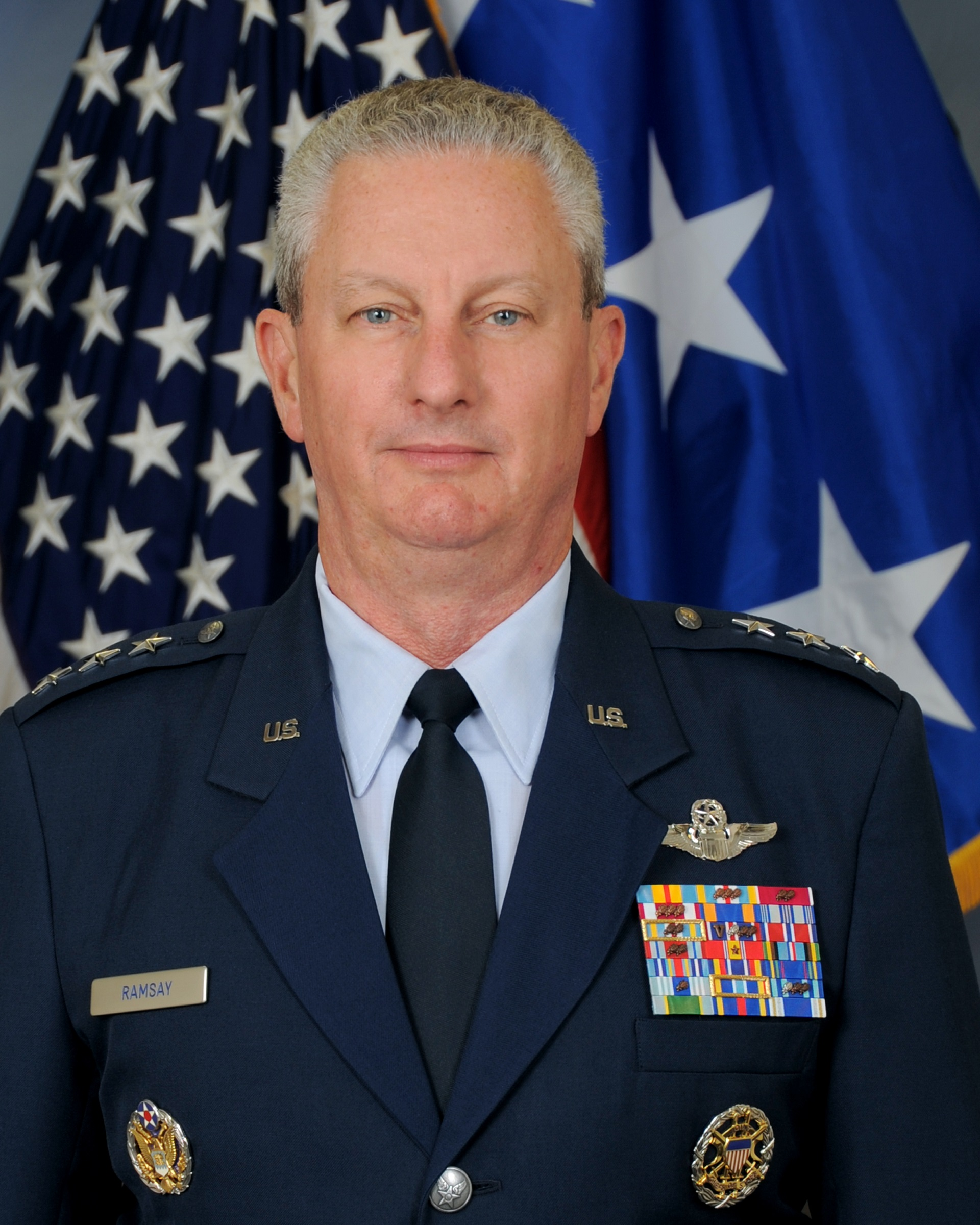
Mark F. Ramsay (2015)

Mark F. Ramsay (* um 1960) ist ein pensionierter Generalleutnant der United States Air Force. Er war unter anderem Kommandeur der 18. Luftflotte.
Über die Officer Training School gelangte er im Jahr 1982 in das Offizierskorps der United States Air Force. In dieser durchlief er anschließend alle Offiziersränge vom Leutnant bis zum Drei-Sterne-General.
Im Lauf seiner militärischen Karriere absolvierte er verschiedene Kurse und Schulungen. Dazu gehörten unter anderem die Embry-Riddle Aeronautical University; eine Ausbildung zum Kampfpiloten und weitere Fortbildungskurse als Pilot neuer Flugzeugtypen; die Squadron Officer School auf der Maxwell Air Force Base in Alabama; das Air Command and Staff College und das Air War College (über einen Fernkurs); das Naval War College in Newport in Rhode Island; der Joint Flag Officer Warfighting Course auf der Maxwell AFB; der Pinnacle Course an der National Defense University in Washington, D.C. und der Leadership at the Peak Course in Colorado Springs. Außerdem erhielt er akademische Grade von der Syracuse University und der George Washington University.
In seinen frühen Jahren als Offizier der Luftwaffe war er auf verschiedenen Stützpunkten in den Vereinigten Staaten stationiert. Dabei war er als Pilot, Flugausbilder oder Stabsoffizier bei unterschiedlichen Einheiten tätig. Dazwischen absolvierte er die erwähnten Schulungen. Als Stabsoffizier war er unter anderem im Hauptquartier der Air Force eingesetzt.
Zwischen Juni 1995 und Juli 1998 war er auf der Fairchild Air Force Base im Bundesstaat Washington stationiert. Dort war er zunächst Stabsoffizier und später Kommandeur der 98. Betankungsschwadron (98th Air Refueling Squadron). Nach seinem anschließenden Studium am Naval War College wurde Mark Ramsey nach Stuttgart in Deutschland versetzt. Zwischen August 1999 und Juli 2001 gehörte er dort dem Stab des United States European Command (EUCOM) an. Anschließend übernahm er auf der Andrews Air Force Base in Maryland das Kommando über die 89th Operations Group. Diese Aufgabe erfüllte er zwischen Juli 2001 und August 2003.
Danach kommandierte er auf der Grand Forks Air Force Base in North Dakota das 319. Luftbetankungsgeschwader (319th Air Refueling Wing). Diese Aufgabe erfüllte er zwischen September 2003 und März 2005. Ab Oktober 2004 war er gleichzeitig Stabsoffizier der United States Central Command Air Forces (USCENTAF). Diese war seit 1990 im Nahen Osten stationiert und nahm am Irakkrieg und am Krieg in Afghanistan teil.
Ramsays nächste Mission führte ihn zum Stab im Hauptquartier der Air Force, dem er in unterschiedlichen Funktionen zwischen März 2005 und Januar 2007 angehörte. Danach wurde er zum Stab der Joint Chiefs of Staff versetzt. Dort leitete er bis zum September 2008 innerhalb der Stabsabteilung J5 die Abteilung für politisch-militärische Beziehungen zu Europa, der NATO, Russland und Afrika (Deputy Director for Politico-Military Affairs for Europe, NATO, Russia and Africa (J5), Joint Staff, the Pentagon). Anschließend kehrte er zum Hauptquartier der Luftwaffe zurück. Zwischen September 2008 und Oktober 2009 leitete er dort die Unterabteilung für strategische Planungen der Luftwaffe (Director, Air Force Strategic Planning).
Ramsays nächster Auftrag führte ihn zum NATO-Hauptquartier in Belgien. Zwischen Oktober 2009 und September 2011 leitete er dort dessen Stabsabteilung für Operationen und Aufklärung (Deputy Chief of Staff, Operations and Intelligence). Im September 2011 übernahm er als Nachfolger von Robert R. Allardice das Kommando über die 18. Luftflotte. Dieses Amt bekleidete er bis zum August 2012, als er von Darren W. McDew abgelöst wurde.
Anschließend kehrte Mark Ramsay zum Stab der Joint Chiefs of Staff zurück. Zwischen August 2012 und Oktober 2015 leitete er deren Stabsabteilung für Strukturen, Ressourcen und Einschätzungen (Bewertungen) (Director, Force Structure, Resources and Assessment, Joint Staff, the Pentagon, Washington, D.C.) Anschließend schied er aus dem aktiven Militärdienst aus.
Während seiner aktiven Zeit als Militärpilot absolvierte er über 4900 Flugstunden auf verschiedenen Flugzeugtypen.

## Daten der Beförderungen
| Abzeichen | Rang               | Jahr               |
| --------- | ------------------ | ------------------ |
|           | Second Lieutenant  | 22. Dezember 1982  |
|           | First Lieutenant   | 22. Dezember 1984  |
|           | Captain            | 22. Dezember 1986  |
|           | Major              | 1. Mai 1993        |
|           | Lieutenant Colonel | 1. Januar 1997     |
|           | Colonel            | 1. April 2000      |
|           | Brigadier General  | 30. Mai 2007       |
|           | Major General      | 4. Dezember 2009   |
|           | Lieutenant General | 23. September 2011 |

## Orden und Auszeichnungen
Mark Ramsay erhielt im Lauf seiner militärischen Laufbahn unter anderem folgende Auszeichnungen:
- Defense Distinguished Service Medal
- Defense Superior Service Medal
- Legion of Merit
- Meritorious Service Medal
- Air Medal
- Air Force Outstanding Unit Award
- NATO-Medaille